# سفيان بن وكيع
أبو محمد سفيان بن وكيع ابن الجراح بن مليح الرؤاسي الكوفي كان من أوعية العلم على لين لحقه. قال ابن أبي حاتم: «أشار عليه أبي أن يغير وراقه، فإنه أفسد حديثه. وقال له: لا تحدث إلا من أصولك، فقال: سأفعل، ثم تمادى، وحدث بأحاديث أدخلت عليه». تُوفي في ربيع الآخر سنة سبع وأربعين ومائتين.

## أخباره
- قال عبد الرحمن ابن أبي حاتم: «سمعت أبي يقول: جاءني جماعة من مشايخ الكوفة فقالوا: بلغنا أنك تختلف إلى مشايخ الكوفة وتركت سفيان بن وكيع، أما كنت ترعى له في أبيه؟ فقلت لهم: إني أوجب له حقه وأوجب أن تجري أموره على الستر، وله وراق قد أفسد حديثه. قالوا: فنحن نقول له: يبعد الوراق عن نفسه. فوعدتهم أن أجيئه، فأتيته مع جماعة من أهل الحديث فقلت له: إن حقك واجب علينا في شيخك وفي نفسك، ولو صنت نفسك وكنت تقتصر على كتب أبيك لكانت الرحلة إليك في ذلك، فكيف وقد سمعت؟ فقال: ما الذي ينقم علي؟ فقلت: قد أدخل وراقك بين حديثك ما ليس من حديثك. قال: فكيف السبيل في هذا؟ قلت: ترمي بالمخرجات وتقتصر على الأصول، ولا تقرأ إلا من أصولك، وتنحي هذا الوراق عن نفسك، وتدعو بابن كرامة وتوليه أصولك فإنه يوثق به. فقال: مقبولا منك».[2]

## روايته للحديث النبوي
- روى عن: أبيه وكيع بن الجراح، وإبراهيم بن عيينة، وأحمد بن بشير الكوفي، وإسحاق بن منصور بن حيان الأسدي، وإسحاق بن يوسف الأزرق، وإسماعيل بن علية، وإسماعيل بن محمد بن جحادة، وجرير بن عبد الحميد، وجميع بن عمر بن عبد الرحمان العجلي، وحفص بن غياث، وأبي أسامة حماد بن أسامة، وحميد بن عبد الرحمان الرؤاسي، وخالد بن مخلد القطواني، وروح بن عبادة، وزكريا بن عدي، وزيد بن الحباب، وسفيان بن عيينة، وسليم بن عيسى القارئ، وأبي خالد سليمان بن حيان الأحمر، وسويد بن عمر. والكلبي، وعبد الله بن إدريس، وعبد الله بن رجاء المكي، وعبد الله بن نمير، وعبد الله بن وهب، وعبد الأعلى بن عبد الأعلى، وعبد الحميد بن عبد الرحمان الحماني، وعبد الرحمان بن محمد المحاربي، وعبد الرحمان بن مهدي، وعبد السلام بن حرب، وعبد الوهاب بن عبد الحميد الثقفي، وعبيد الله بن موسى، وعثام بن علي العامري، وأبي داود عمر بن سعد الحفري، وعمر بن عبيد الطنافسي، وعيسى بن يونس، ومحمد بن بكر البرساني، وأبي سفيان محمد بن حميد المعمري، ومحمد بن أبي عدي، ومحمد بن فضيل، ومطلب بن زياد، ومعاذ بن معاذ العنبري، ويحيى بن آدم، ويحيي بن سعيد القطان، ويحيي بن يمان، ويزيد بن هارون، ويونس بن بكير، وأبي بكر بن عياش.
- روى عنه: الترمذي، وابن ماجة، وأبو جعفر أحمد بن الحسن بن الجعد البغدادي، وأبو بكر أحمد بن علي بن سعيد المروزي القاضي، وأبو علي أحمد ابن محمد بن علي بن رزين الباشاني الهروي، وأبو أحمد إسماعيل بن موسى بن إبراهيم الحاسب، وبقي بن مخلد الأندلسي ، وأبو عروبة الحسين ابن محمد الحراني، وزكريا بن يحيى الساجي، وعبد الله بن أحمد بن أبي دارة، وعبد الله بن إسماعيل، وأبو بكر عبد الله بن محمد بن أبي الدنيا، وابنه عبد الرحمان بن سفيان بن وكيع، وعلي بن إسحاق بن إبراهيم الهمذاني، وعمران بن موسى الفريابي، والفضل بن عبد الله بن مخلد، ومحمد بن أحمد بن محمد الشطوي، وأبو جعفر محمد بن جرير الطبري، ومحمد بن جعفر الشطوي، وأبو مليل محمد بن عبد العزيز بن محمد بن ربيعة الكلابي، ومحمد بن علي الحكيم الترمذي، ومحمد بن مسلم بن وارة الرازي، ومحمد بن واصل المقرئ، ويحيي بن محمد بن صاعد.[2]

## آراء العلماء فيه
هذه جملة من أقوال وآراء العلماء فيه:
- قال أبو أحمد بن عدي الجرجاني: «يتكلمون فيه لأشياء لقنوه، إنما بلاؤه أنه كان يتلقن ما لقن، ويقال: كان له وراق يلقنه من حديث موقوف يرفعه، وحديث مرسل فيوصله أو يبدل في الإسناد قوما بدل قوم».
- قال أبو حاتم الرازي: «لين».
- قال أبو حاتم بن حبان البستي: «شيخ فاضل صدوق إلا أنه ابتلي بوراقه. كان يدخل عليه الحديث، وكان يثق به، فيجيب فيما يقرأ عليه. وقيل له بعد ذلك في أشياء منها، فلم يرجع، فمن أجل إصراره استحق الترك. وكان ابن خزيمة يروي عنه، وسمعته يقول: حدثنا بعض من أمسكنا عن ذكره، وهو من الضرب الذي إن لو خر من السماء فتخطفه الطير، أحب إليه من أن يكذب على رسول الله -ﷺ-، ولكن أفسدوه، وما كان ابن خزيمة يحدث عنه إلا بالحرف بعد الحرف».
- أبو دواد السجستاني: «ترك الحديث عنه».
- قال أبو زرعة الرازي: «لا يشتغل به، كان يتهم بالكذب، ومن رواية بكر بن مقبل قال: ثلاثة ليست لهم محاباة عندنا فذكره منهم».
- قال أحمد بن حنبل: «ما أعلم إلا خيرا».
- قال أحمد بن شعيب النسائي: «ليس بثقة، ومرة: ليس بشيء، وقال مرة لإسحاق بن إبراهيم: لا تحدث عن سفيان بن وكيع».
- قال ابن حجر العسقلاني: «صدوق ابتلي بوراقه فأدخل عليه ما ليس من حديثه فنصح فلم يقبل فسقط حديثه، وكان صدوقا في نفسه، وابتلي بوراقه».
- قال الدارقطني: «لين تكلموا فيه».
- قال الذهبي: «ضعيف».
- قال محمد بن إسماعيل البخاري: «يتكلمون فيه لأشياء لقنوه».
- قال مصنفوا تحرير تقريب التهذيب: «ضعيف».